# مارک ادموندسون
 مارک ادموندسون (انگلیسی: Mark Edmondson؛ زاده ۲۴ ژوئن ۱۹۵۴) یک تنیس‌باز اهل استرالیا است.